# مايك ميلبورن
مايك ميلبورن (بالإنجليزية: Mike Milburn)‏ هو سياسي أمريكي، ولد في 28 سبتمبر 1952 في بلفيل في الولايات المتحدة. حزبياً، نشط في الحزب الجمهوري. وقد انتخب عضو مجلس نواب مونتانا.